# Université de Cassino

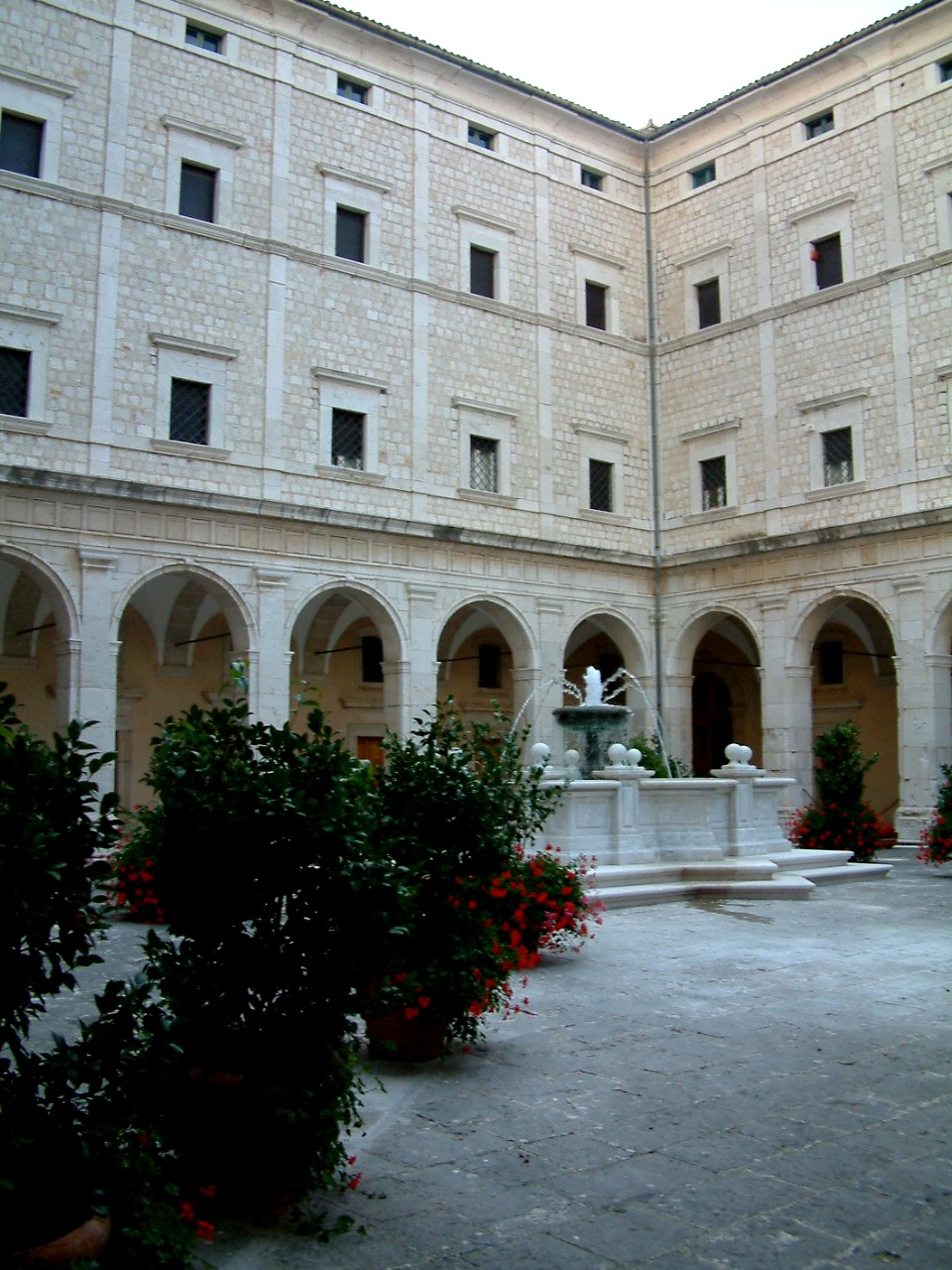
La bibliothèque

L'université de Cassino (en italien, Università degli studi di Cassino) est une université italienne, à Cassino, dans le Latium fondée en 1979.